# Shirley Bunnie Foy
Shirley Bunnie Foy, conosciuta anche come Bunny Foy (New York, 13 ottobre 1936 – Nizza, 24 novembre 2016) è stata una cantante e percussionista statunitense di musica jazz.

## Biografia
Cresciuta in una famiglia di musicisti, fin da piccola si è avvicinata al canto (blues, gospel, canti caraibici e  africani) frequentando poi a New York la High School of Music & Art, dove ha studiato pianoforte e teoria musicale. In quel periodo ha anche l'opportunità di studiare e collaborare con John Coltrane e Junior Cook.
Nel 1954, entra a far parte dei Dell-Tones, un gruppo vocale e strumentale di rhythm and blues del quale facevano parte, oltre alla stessa Foy, Della Griffin, Sonny Til, Paul Griffin, Diz Russell, Jerry Holeman, Aaron "Tex" Cornelius, Billy Adams,  Renee Stewart, Algie Willie e una sezione di tromboni formata da Slide Hampton, Melba Liston, David Baker e Chuck Connors. Il gruppo si esibirà in diversi club di New York  e nel 1957 inciderà Voices of Love e I'm so Lonely.
Nel corso della sua lunga carriera, svoltasi prevalentemente negli  Stati Uniti, in  Francia e in  Italia, Shirley Bunnie Foy ha collaborato con alcuni dei maggiori jazzisti statunitensi, come Archie Shepp, Art Blakey, Johnny Griffin, Tony Scott, Freddie Hubbard, Charlie Shavers, Jo Jones, Cameron Brown, Dave Burrell, Charles "majeed" Greenlee, Beaver Harris, Rafi Taha e con alcuni tra i più noti musicisti italiani: Franco Cerri, Pino Presti, Bruno De Filippi, Tullio De Piscopo,  Stefano Cerri, Enrico Intra, Renato Sellani, Gil Cuppini, Mario Rusca, Giampiero Boneschi, Sante Palumbo, Gianni Cazzola, Stefano Bagnoli, Nicola Jocola, Franco Tolomei, Lino Patruno, Marco Ratti, Paolo Tomelleri, il giamaicano Sonny Taylor, etc.
.
È stata sposata con il pianista Pierre Franzino, che aveva conosciuto nel 1959 a Parigi e con il quale ha collaborato in più occasioni. Risiedente a Nizza dalla fine degli anni novanta ha continuato a svolgere, negli anni 2000, una intensa attività con concerti in club e festival, soprattutto sulla  Costa Azzurra e in Italia. Ad accompagnarla, affermati  musicisti della scena jazz francese, fra i quali Sébastien Chaumont (sax contralto) Fred D'Oelnitz, Ronnie Rae, Olivier Slama (piano) François Chassagnite (tromba, flicorno) Laurent Sarrien (batteria, vibrafono) Dimitri Shapko (sax tenore) Bibi Rovère, Fabrice Bistoni, Pascal Masson (contrabbasso)  Joann Serra (batteria) e il contrabbassista italiano Dodo Goya (a volte con il Dodo Goya meets Friends). Solo successivamente "Bunny Foy" ha diradato le esibizioni live, dedicandosi  prevalentemente all'insegnamento e alla composizione.
Nel 2013, viene pubblicato dall'etichetta italiana MAP Golden Jazz, con la produzione di Pino Presti & Mad Of Jazz e Claudio Citarella, l'album tributo Shirley Bunnie Foy (60th Anniversary), che vede la partecipazione di alcuni fra i grandi musicisti che l'hanno accompagnata nel corso della sua lunga carriera.
Muore il 24 novembre 2016, all'età di 80 anni, per un arresto cardiaco mentre si trovava all'Istituto Arnault Tzanck a Nizza.

## Discografia parziale
Leader
- 1974 : May-O, BASF
- 2013 : Shirley Bunnie Foy (60th Anniversary) (con Tony Scott, Archie Shepp, Franco Cerri), MAP Golden Jazz

Partecipazioni

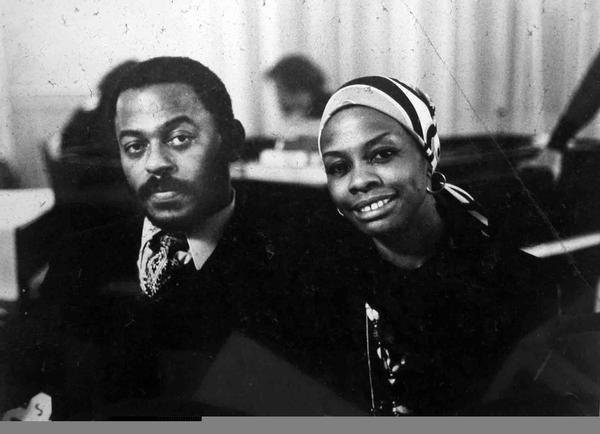
Shirley Bunnie Foy con Archie Shepp

- 1967 : George Braith - Musart, Prestige Records
- 1975 : Enrico Intra - Messa d'oggi, Ri-Fi / Golden Jazz
- 1975 : Archie Shepp - A Sea of Faces, Black Saint
- 1976 : Franco Cerri / Tony Scott - Franco, Tony e Pompeo, Mallobia
- 1977 : Franco Cerri - Un Suo Modo de Dire, Dire Records
- 1978 : Franco Cerri - Noi Duero, Mallobia
- 2006 : Dodo Goya - 1956/2006 Anniversary of The Jazz Festival At The Sanremo Casino, Splasc(h) Records
- 2007 : Jean-Sébastien Simonoviez - Transition Cosmic Power, Black and Blue

Compilation
- 2000 : Riviera Jazz Vol.1, Mo' Smog Records
- 2005 : African Spirits : A Spiritual Jazz Journey Looking Back To Africa, Soul Brother Rec
- 2009 : A La Costa Sud, Edizioni musicali Curci
- 2011 : Montecarlo - Life Night & Day, h.squared / Halidon